# Tlogomas
Tlogomas is een bestuurslaag in het regentschap Malang van de provincie Oost-Java, Indonesië. Tlogomas telt 18.323 inwoners (volkstelling 2010).